# 紫阳站
紫阳站是位于陕西省安康市紫阳县的一个铁路车站，建于1973年，有襄渝铁路经过该站，距襄阳站425公里，距重庆站474公里，车站及其上下行区间均为电气化区段。该站现由西安铁路局安康车务段管辖，客运办理旅客乘降，每日有大约15趟列车停靠，日均发送旅客800人；不办理货运业务。
车站站场位于面向汉江的山坡上，部分站场建在高架上。2017年车站改建站台设施，于当年9月1日完工。

## 旅客列车目的地
| 列车所属路局 | 目的地                     |
| ------------ | -------------------------- |
| 北京铁路局   | 北京西                     |
| 成都铁路局   | 北京西、成都、宁波、上海南 |
| 广州铁路集团 | 广州                       |
| 沈阳铁路局   | 长春                       |
| 西安铁路局   | 安康、达州、贵阳、西安     |